# Erik Byléhn
Erik Byléhn (né le 15 janvier 1895 à Bollnäs et mort le 14 novembre 1986 aux États-Unis) est un athlète suédois spécialiste du 800 mètres. Il mesure 1,72 m pour 61 kg et était licencié au SoIK Hellas.

## Carrière
Lors des Jeux olympiques de 1924, Erik Byléhn remporte la médaille d'argent sur 4 × 400 mètres, avec le relais suédois composé également de Artur Svensson, Gustaf Wejnarth et Nils Engdahl.
Quatre ans plus tard, aux Jeux d'Amsterdam, il classe une nouvelle fois deuxième, mais sur 800 mètres, derrière le Britannique Douglas Lowe. Par ailleurs, le relais suédois terminera au pied du podium sur 4 × 400 mètres.

### Palmarès
| Date | Compétition     | Lieu      | Résultat | Épreuve   | Performance   |
| ---- | --------------- | --------- | -------- | --------- | ------------- |
| 1924 | Jeux olympiques | Paris     | 2e       | 4 × 400 m | 3 min 17 s 00 |
| 1928 | Jeux olympiques | Amsterdam | 2e       | 800 m     | 1 min 52 s 8  |
| 1928 | Jeux olympiques | Amsterdam | 4e       | 4 × 400 m | 3 min 15 s 8  |

### Records
| Épreuve    | Performance  | Lieu      | Date |
| ---------- | ------------ | --------- | ---- |
| 400 mètres | 48 s 7       | —         | 1924 |
| 800 mètres | 1 min 52 s 8 | Amsterdam | 1928 |